# El Terror
El Terror (francés: la Terreur) fue un período caracterizado por un estado de excepción de la Revolución Francesa. Tuvo lugar entre 1793 y 1794, si bien existe desacuerdo entre los historiadores sobre la fecha exacta de comienzo. Algunos consideran que comenzó en junio de 1793, cuando los jacobinos se hicieron con el poder en la Convención Nacional;  otros dan como fecha el 5 de septiembre de 1793, cuando la Convención anunció la necesidad de instaurar un régimen de terror, o marzo de 1793, cuando se creó el Tribunal Criminal Extraordinario, heredero del primer tribunal revolucionario de 1792. Otros citan la época anterior de las masacres de septiembre de 1792.
En este período de la Revolución Francesa, que suele situarse tras la creación de la República, se produjo una serie de masacres y numerosas ejecuciones públicas en respuesta al fervor revolucionario, el sentimiento anticlerical y las acusaciones de traición por parte del Comité de Seguridad Pública. Cesó con la caída de Robespierre.
Este período transcurrió bajo la égida de un gobierno revolucionario basado en la acción del Comité de Salvación Pública, órgano ejecutivo creado en abril de 1793 para apoyar y reforzar la acción del Comité de Seguridad General que existía desde 1789. Este gobierno surgido de la Convención Nacional suspendió provisionalmente la Constitución del Año I y la legalidad republicana para afrontar los múltiples conflictos que se daban en Francia entonces: la revuelta federalista de los seguidores de los Girondinos, la guerra de la Vendée y la guerra exterior llevada por las monarquías de Europa para acabar con la Revolución.
Ha generado numerosos debates. Según algunos historiadores, «El Terror» estaba caracterizado por la brutal represión por parte de los revolucionarios mediante el recurso al «terrorismo de Estado».  
Habitualmente el término se generaliza para dos etapas: el «Terror Rojo», cuyos instigadores y ejecutores fueron los jacobinos, y el llamado «Terror Blanco», que transcurrió en 1795 durante la Reacción termidoriana y en 1815 por los monárquicos tras los Cien Días y la caída de Napoleón I.

## Desarrollo de «El Terror»

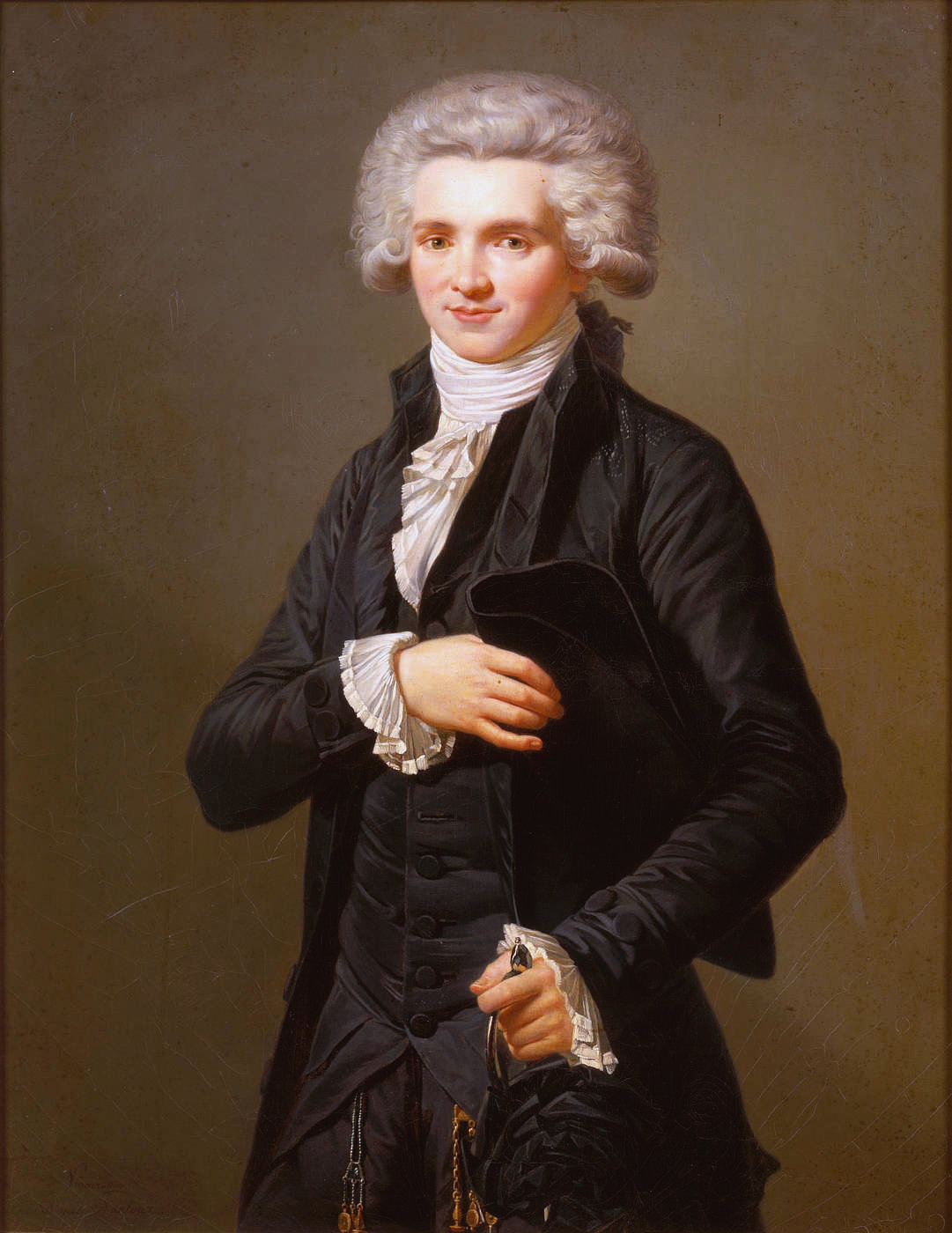
Maximilien Robespierre, diputado y uno de los miembros más influyentes del Comité de Salvación Pública.

Una fecha del comienzo del «Terror» es el 17 de septiembre de 1793, cuando la Convención votó a favor de las medidas para reprimir las actividades contrarrevolucionarias. Este período habría de durar hasta el verano de 1794. Tan solo en el mes anterior a su final, hubo 1300 ejecuciones, pero gran parte fue precisamente ordenada por los propios jacobinos entre ellos mismos.
El Comité de Salvación pública era un cuerpo colegiado de diez o doce integrantes, según las épocas, del que era parte Maximilien Robespierre, quien señalaría:

«El terror no es más que la justicia rápida, severa e inflexible».

El Comité estaba dividido en secciones: Robespierre y Louis de Saint-Just se encargaban de la política general, Lazare Carnot de la guerra, Claude-Antoine Prieur-Duvernois del armamento, Robert Lindet del aprovisionamiento en víveres, Jean Bon Saint-André de la marina y, por último, Jean-Marie Collot d'Herbois y Jacques Nicolas Billaud-Varenne de la política interior. Bertrand Barère de Vieuzac era su portavoz ante la Convención Nacional. Maximilien Robespierre justificaba el endurecimiento del terror en tiempos de revolución con las siguientes palabras, que lo vinculaban con la virtud:
«Si el resorte del gobierno popular en tiempos de paz es la virtud, el resorte del gobierno durante la revolución son, al mismo tiempo, la virtud y el terror. la virtud sin la cual el terror es mortal. el terror sin el cual la virtud es impotente».[cita requerida]

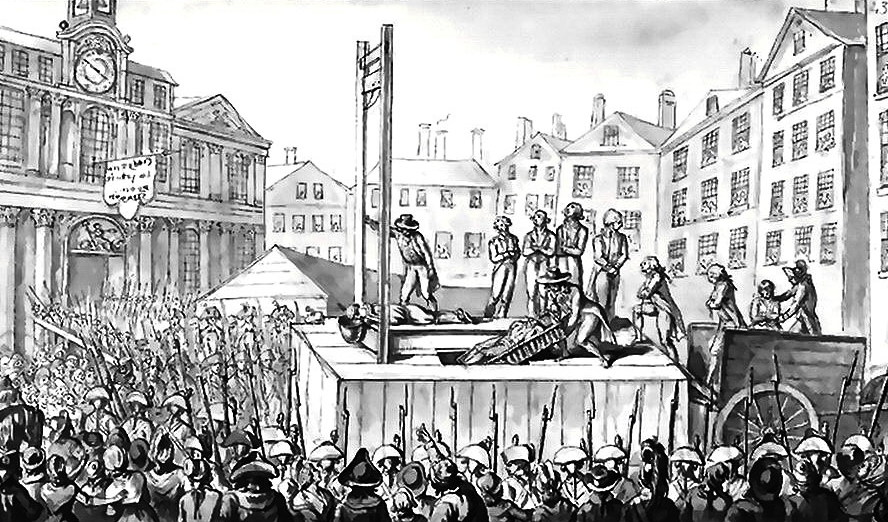
Nueve emigrados son ejecutados en la guillotina.

La legitimación del «Terror jacobino» declinó en parte al ganarse la decisiva batalla de Fleurus, que aplastó al ejército austríaco el 26 de junio de 1794. Al quedar anulada la posibilidad de una invasión de Francia, se reducían por lo tanto las justificaciones de un régimen extremista. Aunque la victoria de Fleurus fuese un factor determinante en la caída del Comité de Salvación Pública, esta se debe sin embargo a una conjunción de factores.
Por un lado los diputados del Pantano, en sintonía con la alta burguesía, reprochaban al gobierno que se mantuviera la política económica dirigista que había impulsado el estado de guerra, y propugnaban una vuelta a una política económica de corte liberal.[cita requerida] Por otro lado, el Comité de Seguridad General veía con malos ojos la preponderancia del Comité de Salvación Pública cuyos poderes se solapaban con los suyos. Para terminar, fueron decisivas las divergencias cada vez más acusadas en el seno del propio Comité, quedando Robespierre cada vez más aislado por su política social. Su deseo tardío de depurar el Comité de sus miembros más extremistas, ex hebertistas como Collot d'Herbois y Billaud-Varenne, precipitó su final. Varios miembros de la propia Convención conspiraron contra Robespierre y lo arrestaron el 27 de julio (9 de termidor) junto con Saint-Just, Couthon y varios seguidores. El guillotinamiento de Robespierre y 28 de sus asociados en la jornada siguiente marcó el fin de "el Terror" y el inicio de la Reacción de Termidor. Robespierre cayó de manera expedita como muchos cientos de personas, pero incluso sin proceso, víctima de la conjuración de girondinos no confesos y de varias personas que clamaban venganza por las muertes tanto de los hebertistas como de los «moderados» del grupo de Danton.
Años después se reproduciría una nueva época de represión, que con el nombre de "Terror Blanco" se instauraría en 1815 tras el retorno del rey Luis XVIII al poder; gente sospechosa de nexos con los gobiernos de la Revolución o de Napoleón fueron arrestados y ejecutados. Durante el reinado de Luis XVI había reducido los ingresos del estado francés, en los años que precedieron la Revolución la nobleza había incrementado la presión fiscal y productiva sobre los campesinos de sus tierras, agravando su pobreza. Habían reducido, por ejemplo, considerablemente las tierras comunes (vendiéndolas o convirtiéndolas en tierras de labranza) donde los campesinos cazaban, llevaban el ganado a pacer y recogían madera. Por lo cual buscaría el gobierno jacobino la forma de compensar expulsando a nobles de las tierras.

## Medidas tomadas bajo el gobierno del «régimen de el Terror»

### Medidas económicas
El objetivo principal de «el Terror» en materia económica fue asegurar el aprovisionamiento tanto de la ciudad de París como del ejército, a fin de evitar una posible insurrección popular. En la primavera y el verano 1793, la situación era dramática. Los asignados habían perdido el 60% de su valor desde 1790 y la hambruna amenazaba la población. Los saqueos se multiplicaban y los Sans-culottes reclamaban medidas enérgicas. Para salvar la situación, la Convención decidió limitar el precio de ciertos productos en mayo de 1793. En julio, los ayuntamientos podían recurrir a la pena de muerte para luchar contra los acaparadores. En agosto, se prohíbe sacar capital fuera del país y se cierra la Bolsa. El 29 de septiembre de 1793, se aprueba la Ley del Máximo General (Loi du Maximum général), que fija el precio máximo de los productos de primera necesidad al que cada uno tenía en 1790. Pero el Máximo General alienta el mercado negro, provoca escasez y hace peligrar la industria textil. Se adoptan otras medidas:
- Tasación del precio de los granos (cereales y leguminosas).
- Impuesto sobre la fortuna (emprunt forcé sur les riches), confiscación de las tierras de los «enemigos del pueblo» y de los sospechosos (1794), perquisiciones en los domicilios de los banqueros.
- Requisiciones bajo vigilancia del ejército revolucionario y de los guardias nacionales.
- Emisión de asignados y solicitud de préstamos.
- A partir de junio de 1793, se organiza el «Terror financiero» para frenar la inflación y se impone el dirigismo económico.

### Medidas sociales
- Abolición de la esclavitud (decreto del 29 de agosto de 1793).
- Obligatoriedad del tuteo (decreto de noviembre de 1793).
- Disminución del plazo que ha de transcurrir entre el divorcio y el nuevo matrimonio (decreto del 28 de diciembre de 1793).
- Reparto igualitario de las herencias que suprime los privilegios de los primogénitos (Ley del Reparto del 5 de junio de 1793).
- Reparto de los bienes comunales (decreto de 10 de junio de 1793, nunca aplicado por la oposición de los ayuntamientos).
- Supresión de la ley marcial para reprimir las revueltas relacionadas con el trigo (que había sido aprobada por la Asamblea Nacional Constituyente).
- Censo de los indigentes que percibirán ayudas procedentes de los bienes confiscados. Se organiza la atención a los pobres a domicilio.
- Proyecto de Código Civil, inacabado.

### Medidas religiosas y culturales
- Supresión de todas las congregaciones el 18 de agosto de 1793.
- Supresión de las universidades el 15 de septiembre de 1793.
- Supresión de las academias en diciembre de 1793.
- Creación del calendario republicano. La instauración del calendario republicano tuvo lugar el 6 de octubre de 1793. El calendario gregoriano no se restableció hasta 1806.
- Creación del calendario de las fiestas republicanas. El decreto del 7 de mayo de 1794 instaura la fiesta de la Razón y la fiesta del Ser Supremo.
- Los revolucionarios atacaron los símbolos de la monarquía absoluta: la necrópolis real de la Basílica de Saint-Denis fue saqueada y varias tumbas reales devastadas. La Sagrada Ampolla, donde se guardaba el óleo santo, utilizada para la coronación real, es destruida. Muchas iglesias sufrieron mutilaciones o destrucción.
- Se establece la educación primaria como obligatoria y gratuita.
- Decreto de abolición de la esclavitud del 29 de agosto de 1793 por el comisario Léger-Félicité Sonthonax en el norte y oeste de la colonia francesa de Saint-Domingue;
- Decreto de abolición de la esclavitud del 21 de septiembre de 1793 por el comisionado Étienne Polverel en el sur de Saint-Domingue;
- Noviembre de 1793: decreto sobre el tuteo obligatorio. Esta práctica desapareció con la Convención termidoriana.
- Se desarrolla una campaña de descristianización en la capital y en varias provincias, bajo la égida de Joseph Fouché. 3000 municipios cambian de nombre[8] (Versalles pasa a llamarse Cuna-de-la-Libertad). En noviembre de 1793, Robespierre condena el ateísmo en un discurso en el Club de los Jacobinos.[9] En 1794, impone el culto del Ser Supremo y proclama la inmortalidad del alma.
- El arzobispo de París, Jean-Baptiste Gobel, y miles de sacerdotes se niegan a prestar juramento a la Constitución. Muchas iglesias son desacralizadas y convertidas en almacenes o transformadas en templos de la Razón.
- Sospecha generalizada hacia el clero, tanto refractario como constitucional.
- El culto católico fue prohibido. Las iglesias parisinas fueron cerradas el 23 de noviembre de 1793. Reabrieron  el 31 de mayo de 1795. El Concordato de 1802 ratificó el retorno al libre acceso al culto.
- Los clérigos que no juraron la constitución fueron encarcelados en los Pontons de Rochefort, cárceles flotantes, y los Mártires de Compiègne que habían rechazado obedecer la Constitución civil del clero, fueron guillotinados el 17 de julio de 1794.
- Censura de los teatros parisinos. El Comité de Salvación Pública recomienda que se representen obras de patriotismo reconocido.[10]
- Balance de la descristianización: 20 000 clérigos abandonaron el sacerdocio y 5000 se casaron.[11]

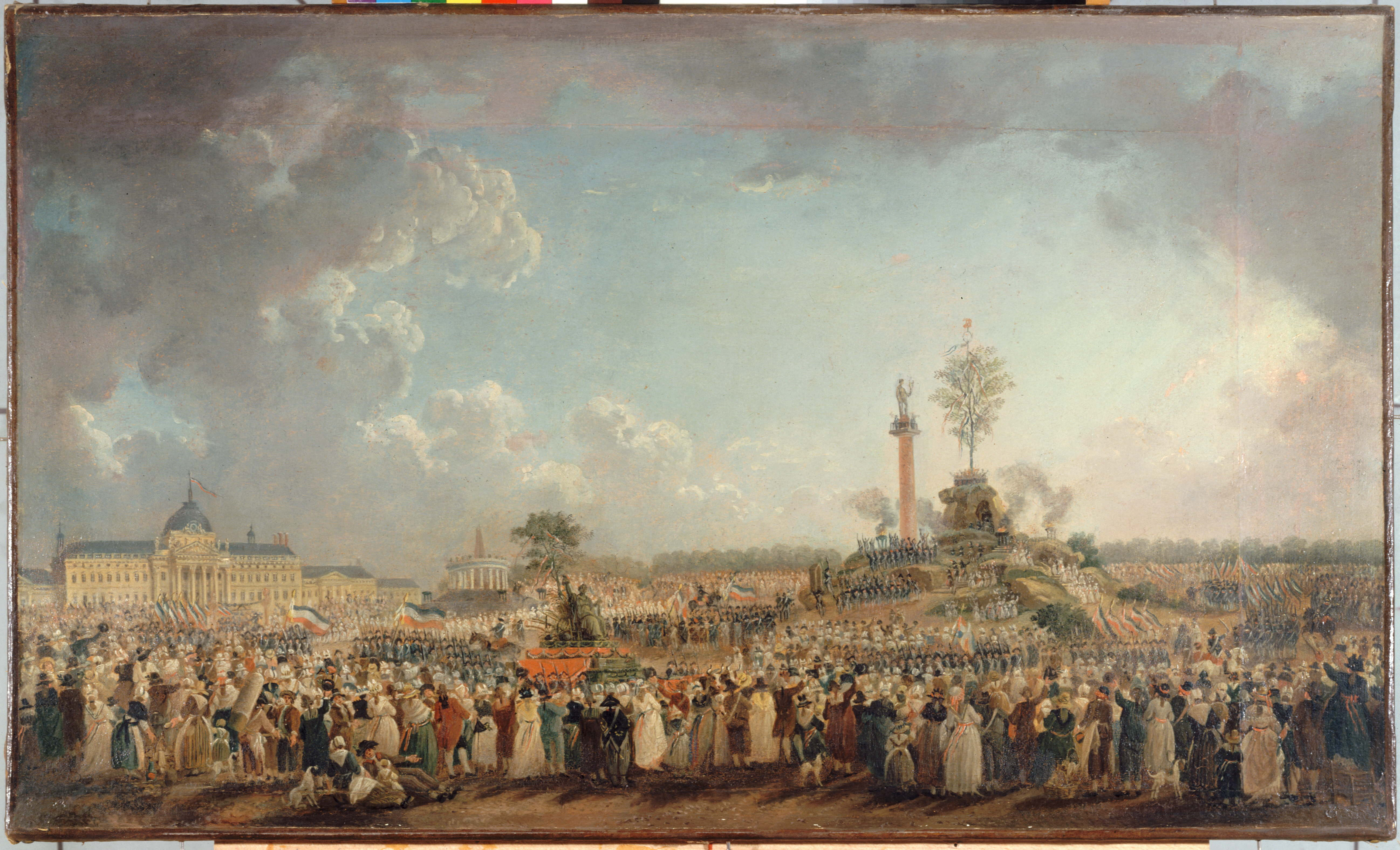
Obra de Pierre-Antoine Demachy, Fiesta del Ser Supremo en el Campo de Marte (20 prairial año II - 8 de junio de 1794), 1794, museo Carnavalet, París.

### Administración
En la nueva organización administrativa (dividida en departamentos), los representantes en misión viajan por Francia para aplicar las instrucciones de la Revolución.
Las cárceles se multiplican en toda Francia. Existe una profunda diferencia entre las concepciones del Antiguo Régimen y la de la Revolución sobre el papel de las prisiones. El encarcelamiento se consideraba antes de 1789 como una medida de seguridad pública, para evitar daños a un individuo, o una situación provisional antes del juicio o mientras se esperaba la ejecución de la sentencia, rara vez como un acto punitivo, practicado más habitualmente en forma de multas, castigos corporales, castigo o trabajo forzado. Las excepciones se refieren a las condenas dictadas por tribunales eclesiásticos y al encarcelamiento de las mujeres en sustitución de la pena de galeras que no se les podía aplicar. Los electores, por el contrario, consideraban la prisión como una forma de castigo.

## Valoración

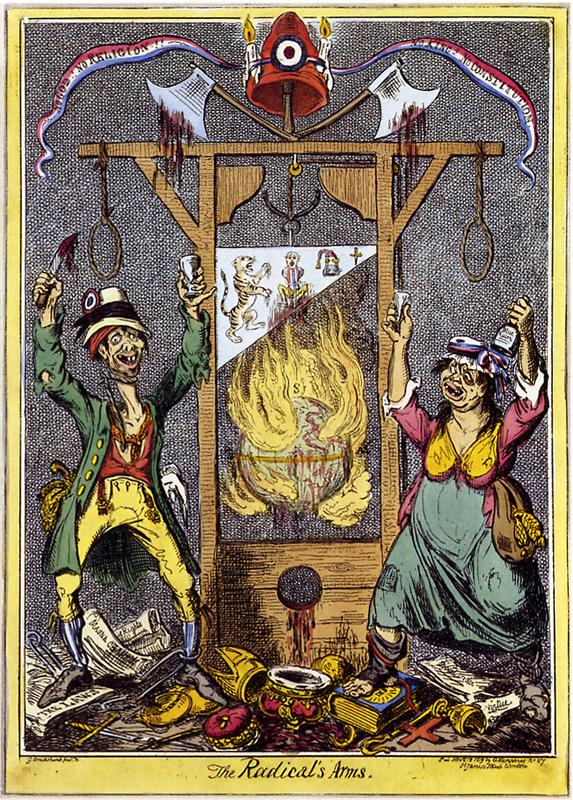
«Las armas de los radicales» (1819), caricatura del inglés George Cruikshank.

Del período de «el Terror» es cierto el carácter expeditivo y muchas veces sumario de los procesos incoados contra los supuestos o reales contrarrevolucionarios. Muchas personas fueron enviadas a la guillotina injustamente, a veces solo por meras sospechas, aunque en la prédica «el Terror» revolucionario se volcó primariamente sobre los ricos y los involucrados en conspiraciones con las monarquías vecinas para el derrocamiento del gobierno revolucionario. El número de muertos que produjo «el Terror» es también muy difícil de evaluar y es objeto de controversias. En 1935, el historiador estadounidense Donald Greer fijó entre 16.594 y 17.000 el número de personas condenadas y ejecutadas y estimó entre 10 000 y 12 000 las que habían sido ejecutadas sin juicio. Donald Greer concluyó, teniendo en cuenta las personas ejecutadas con o sin juicio y las personas muertas en cárceles, que el balance de muertos durante el período del Terror podría establecerse entre 35.000 y 40.000 muertos. Estas cifras se consolidaron como referencia válida a lo largo del siglo XX.
El papel de Robespierre en «el Terror» fue indudablemente protagonista, lo que ha validado las acusaciones históricas de extremista. Los excesos de este período de once meses de acción del Comité de Salvación Pública son indiscutibles, aunque su actuación estuvo dirigida en primer lugar contra las múltiples conspiraciones de la decadente nobleza francesa y los principales grupos económicos de la burguesía de la época, que prefirieron llegar a acuerdos con las naciones rivales de Francia antes que ver amenazados sus privilegios de clase.
El efecto de «el Terror» en la sociedad francesa y europea tuvo dos vertientes. Por un lado, la manera en que se hacían las ejecuciones públicas en la guillotina promovían la violencia popular y callejera, y ello coadyuvó a la misma muerte de Robespierre. Por otra parte, tanto la vieja nobleza francesa como el clero reaccionario fueron fuertemente desmembrados y diezmados como estamento, además de que fue un proceso que aceleró el reparto de tierras entre los campesinos y sentó las bases para erradicar el latifundio. Puede decirse que la fuerte reforma agraria promovida por los jacobinos y sustentada con la violencia de «el Terror» fue el primer ladrillo de la economía agroindustrial de la Francia actual.
Muchos de los burgueses ricos y nobles perseguidos por «el Terror» que pudieron huir retornaron tras el ascenso al poder de Napoleón Bonaparte.

## Nota
1. ↑  Las fechas de septiembre de 1792 y marzo de 1793 se dan también como alternativas en el libro de Jean-Clément Martin.[4] El historiador denuncia que algunos expertos abiertamente hostiles al periodo revolucionario llegaron a considerar sin rigor el inicio de la Revolución en julio de 1789 como arranque del Terror.[5]